# Procópia
Procópia foi uma imperatriz-consorte bizantina, esposa de Miguel I Rangabe e filha de Nicéforo I, o Logóteta. Não se sabe o nome de sua mãe e seu único irmão conhecido foi Estaurácio.

## Casamento
Procópia se casou com Miguel I, o filho de Teofilacto Rangabe, almirante da frota do Egeu, no final do século VIII. Em 802, a imperatriz-reinante Irene de Atenas foi deposta por uma aliança entre patrícios e eunucos. O líder era Nicéforo, o pai de Procópia, que, na época, era um logóteta geral ("ministro das finanças"). Em 31 de outubro do mesmo ano, ele foi declarado imperador, o que fez de Procópia uma princesa imperial. Seu marido recebeu o título de curopalata.
Em 26 de julho de 811, Nicéforo foi morto enquanto combatia Crum da Bulgária na Batalha de Plisca. Muito do exército bizantino foi aniquilado com ele naquela que é considerada uma das piores derrotas militares na história bizantina. Entre os poucos sobreviventes estava Estaurácio, que sucederia ao pai como imperador.
Contudo, o jovem imperador não escapou ileso da batalha. Um ferimento de espada próximo ao seu pescoço o havia deixado paralisado e membros da guarda imperial conseguiram levá-lo para Adrianópolis, mas ele jamais se recuperou completamente do ferimento. O tema da sucessão de Estaurácio era, portanto, urgente e duas facções emergiram na corte bizantina: a primeira, centrada em Teófano, esposa do imperador, que tentou fazer dela a sucessora do marido. A outra, centrada em Procópia, pretendia colocar Miguel Rangabe, seu marido e cunhado do imperador, no trono.
Procópia não conseguiu persuadir seu irmão a aceitar seus planos a princípio. Ele aparentemente preferia Teófano. Porém, Miguel e Procópia já haviam reunido apoio suficiente na corte para serem capazes de ameaçar o próprio Estaurácio. Incapaz de enfrentar a oposição nas condições em que estava, o imperador declarou o cunhado como seu herdeiro-aparente e abdicou, retirando-se para um mosteiro. Procópia era a nova imperatriz.

## Imperatriz
Em 2 de outubro de 811, o novo imperador Miguel I Rangabe ascendeu ao trono e Procópia era a imperatriz-consorte. Acredita-se que ela tenha dominado a corte durante seu breve reinado, insistindo em seguir o marido em suas campanhas militares, o que teria irritado as tropas.
Miguel generosamente distribuiu dinheiro para o exército, a burocracia e a Igreja numa tentativa de se firmar na posição. Ele também reabriu as negociações com Carlos Magno, reconhecendo o imperador rival como basileu ("imperador"). Porém, a guerra contra Crum continuou e seria a desgraça do novo casal imperial.
Em 22 de junho de 813, Miguel perdeu a Batalha de Versinícias mesmo tendo um exército significativamente maior que o búlgaro. Miguel foi um dos primeiros a fugir do campo de batalha e outros o seguiram. Crum avançou até Trácia oriental e chegou a ameaçar Constantinopla. Qualquer apoio que Miguel e Procópia pudessem ter angariado se perdeu neste momento.
Em 11 de julho do mesmo ano, Miguel abdicou ao trono em nome de Leão V, o Armênio. Teófanes Continuado, a continuação da crônica de Teófanes, o Confessor, relata que Procópia era contra a abdicação, mas não conseguiu impedi-la e teve que se retirar para um mosteiro logo depois. Não se sabe quando ela morreu.

## Filhos
Procópia e Miguel tiveram pelo menos cinco filhos:
- Teofilacto, (c. 792 - 15 de janeiro de 849), coimperador de 812 a 813. Ele foi castrado e confinado num mosteiro.
- Estaurácio (ca. 793 – 813). Morreu antes da abdicação do pai em circunstâncias desconhecidas.
- Nicetas (ca. 797 – 23 de outubro de 877). Ele foi castrado e confinado num mosteiro. Emergiu posteriormente como o patriarca Inácio de Constantinopla.
- Gorgo. Uma freira.
- Téofano. Uma freira.

Inácio foi posteriormente declarado santo e sua hagiografia relata que uma de suas irmãs ajudou os iconódulos durante as perseguições de Teófilo (r. 829–842) durante a controvérsia iconoclasta. Porém, não se sabe qual delas.